# Mélisende de Lusignan
 (août 2018).
Si vous disposez d'ouvrages ou d'articles de référence ou si vous connaissez des sites web de qualité traitant du thème abordé ici, merci de compléter l'article en donnant les références utiles à sa vérifiabilité et en les liant à la section « Notes et références ».
Mélisende de Lusignan, née après 1200, morte après le 24 mai 1249, fut princesse d'Antioche et comtesse de Tripoli. Elle est la fille d'Aimery II de Lusignan (av. 1152-1205), roi de Chypre, et d'Isabelle de Jérusalem (1172-1206), reine de Jérusalem.

## Mariage et descendance
Elle épousa en 1218 Bohémond IV d'Antioche ou de Poitiers, dit le Borgne (1172-1233) comte de Tripoli (1189-1233) et prince d'Antioche (1201-1216 ; 1219-1233), fils de Bohémond III d'Antioche et d'Orgueilleuse de Harenc.
Ils eurent :
- Isabelle, morte jeune ;
- Marie d'Antioche (♰ 1307) qui prétendit au trône de Jérusalem ;
- Helvis, morte jeune.